# Marcy Kaptur

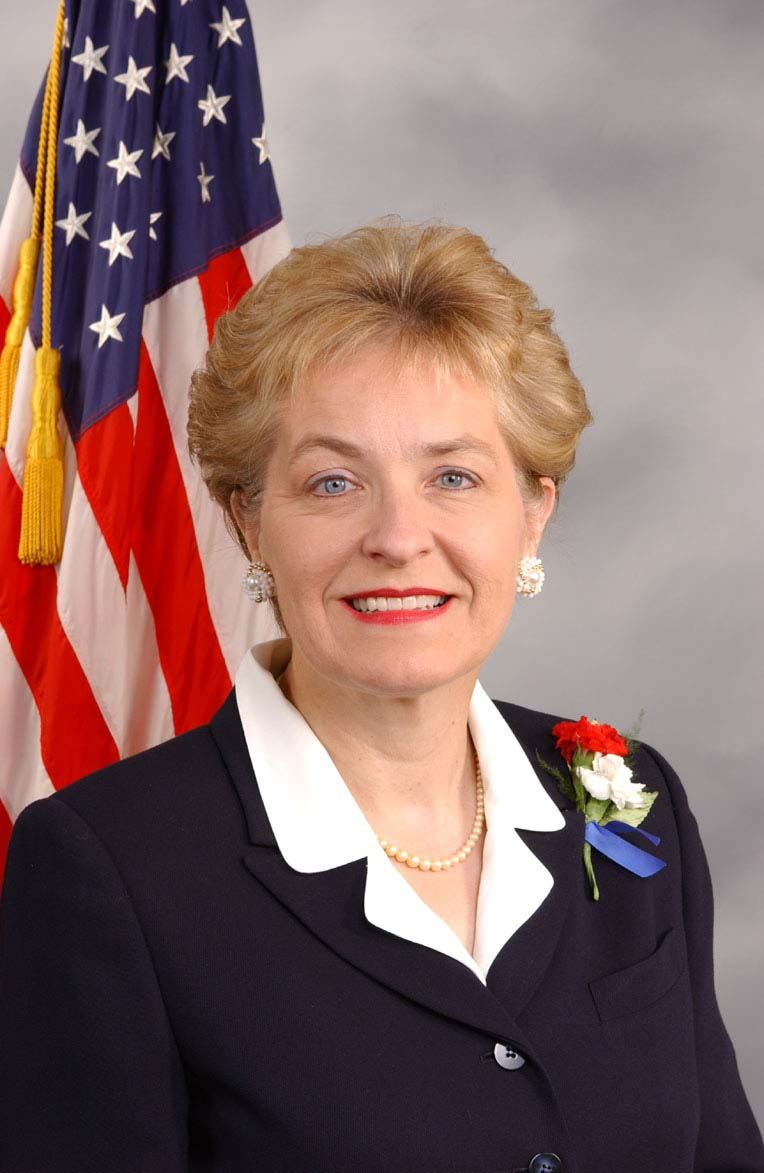
Marcy Kaptur

Marcia Carolyn "Marcy" Kaptur, född 17 juni 1946 i Toledo, Ohio, är en amerikansk demokratisk politiker. Hon representerar delstaten Ohios nionde distrikt i USA:s representanthus sedan 1983.
Kaptur gick i skola i St. Ursula Academy i Toledo, Ohio. Hon avlade 1968 sin grundexamen vid University of Wisconsin-Madison. Hon avlade 1974 sin master i stadsplanering vid University of Michigan. Hon bedrev vidare studier vid Massachusetts Institute of Technology.
Kaptur besegrade sittande kongressledamoten Ed Weber i kongressvalet 1982. Hon har omvalts tretton gånger.
Marcy Kaptur är ogift. Hon är katolik.